# Xuân hiểu
Xuân hiểu là một bài tuyệt cú làm theo lối thơ cổ, không thuộc thể luật nhưng vẫn là một tác phẩm được nhiều người biết đến, sáng tác thời Thịnh Đường của Mạnh Hạo Nhiên.
Trong chương trình cải cách sách giáo khoa gần nhất tại Việt Nam, tác phẩm này được chọn giảng dạy trong chương trình bậc phổ thông trung học.

## Tác phẩm
| 春曉 春眠不覺曉， 處處聞啼鳥。 夜來風雨聲， 花落知多少。 | Xuân hiểu Xuân miên bất giác hiểu Xứ xứ văn đề điểu Dạ lai phong vũ thanh Hoa lạc tri đa thiểu | Buổi sớm mùa xuân Giấc ngủ đêm xuân không biết trời sáng Nơi nơi đều nghe thấy tiếng chim hót Đêm qua trong gió mưa Chẳng hay hoa rụng nhiều hay ít? |

Mùa xuân ban mai
Giấc xuân không buồn thức,
Khắp nơi chim ríu rít.
Đêm qua gió mưa về,
Hoa rụng nhiều hay ít?
(Dịch:Lâm Xương Diệu)